# Donald Duck (czasopismo)
Donald Duck – polski miesięcznik dla dzieci zawierające komiksy ze świata Disneya. Wydawany przez Egmont American Ltd. w latach 1991–1992 jako miesięcznik.
Wszystkie numery zostały przetłumaczone przez Mariusza Arno Jaworowskiego (z wyjątkiem pierwszego numeru, którego tłumaczem był Antoni Marianowicz). Wśród autorów komiksów byli m.in. Vicar, Carl Barks, Don Rosa. 
Wydawania czasopisma zaprzestano, gdy równoległa seria "Mickey Mouse", została przekształcona z miesięcznika w dwutygodnik.